# Обернфельд
Обернфельд (нем. Obernfeld) — община в Германии, в земле Нижняя Саксония.
Входит в состав района Гёттинген. Подчиняется управлению Гибольдехаузен. Население составляет 987 человек (на 31 декабря 2010 года). Занимает площадь 10,72 км². Официальный код — 03 1 52 018.
| Год  | Население |
| ---- | --------- |
| 1990 | 967       |
| 1995 | 961       |
| 2000 | 1027      |
| 2005 | 1001      |
| 2010 | 973       |